# Acacia Valley
Acacia Valley är en dal i Kanada.   Den ligger i provinsen Nova Scotia, i den sydöstra delen av landet, 800 km öster om huvudstaden Ottawa.
I omgivningarna runt Acacia Valley växer i huvudsak blandskog. Runt Acacia Valley är det mycket glesbefolkat, med 4 invånare per kvadratkilometer.